# STS-76

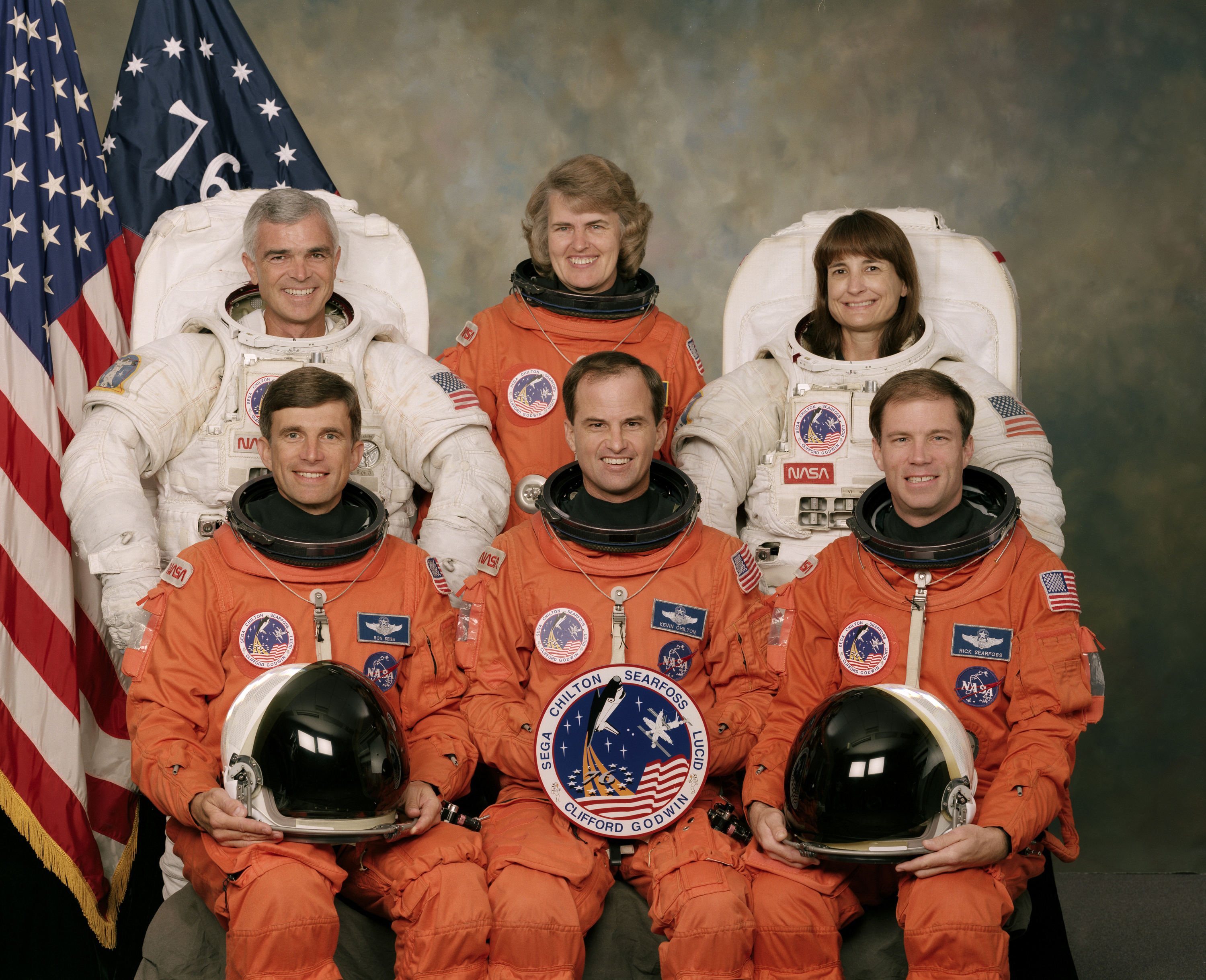
Екіпаж STS-76: 1 ряд (зліва-направо): Р. Сега, К. Чілтон, Р. Сіерфосс; 2 ряд: М. Кліффорд, Ш. Лусід, Л. Годвін

STS-76 — космічний політ шатла «Атлантіс» за програмою «Спейс Шаттл» (76-й політ програми, 16-й політ для «Атлантіса») і спільної космічної програми РФ і США «Мир — Шаттл» (3-й політ програми).

## Екіпаж
- (НАСА): Кевін Чілтон (3)[1] — командир;
- (НАСА): Річард Сірфосс (2) — пілот;
- (НАСА): Роналд Сега (2) — фахівець польоту−1;
- (НАСА): Майкл Кліффорд (англ. Michael R. Clifford) (3) — фахівець польоту−2;
- (НАСА): Лінда Годвін (3) — фахівець польоту−3;
- (НАСА): Шеннон Лусід (4) — фахівець польоту−4

## Особливості місії
Основними завданнями місії STS-76 були доставка на «Мир» необхідних вантажів (зокрема, 590 кг води і 862 кг обладнання: за відсіком зі стикувальною системою шатла (ODS), у відсіку корисного навантаження був герметичний модуль «Спейсхаб» (англ. SPACEHAB). Були проведені ряд медико-біологічних і технологічних експериментів.

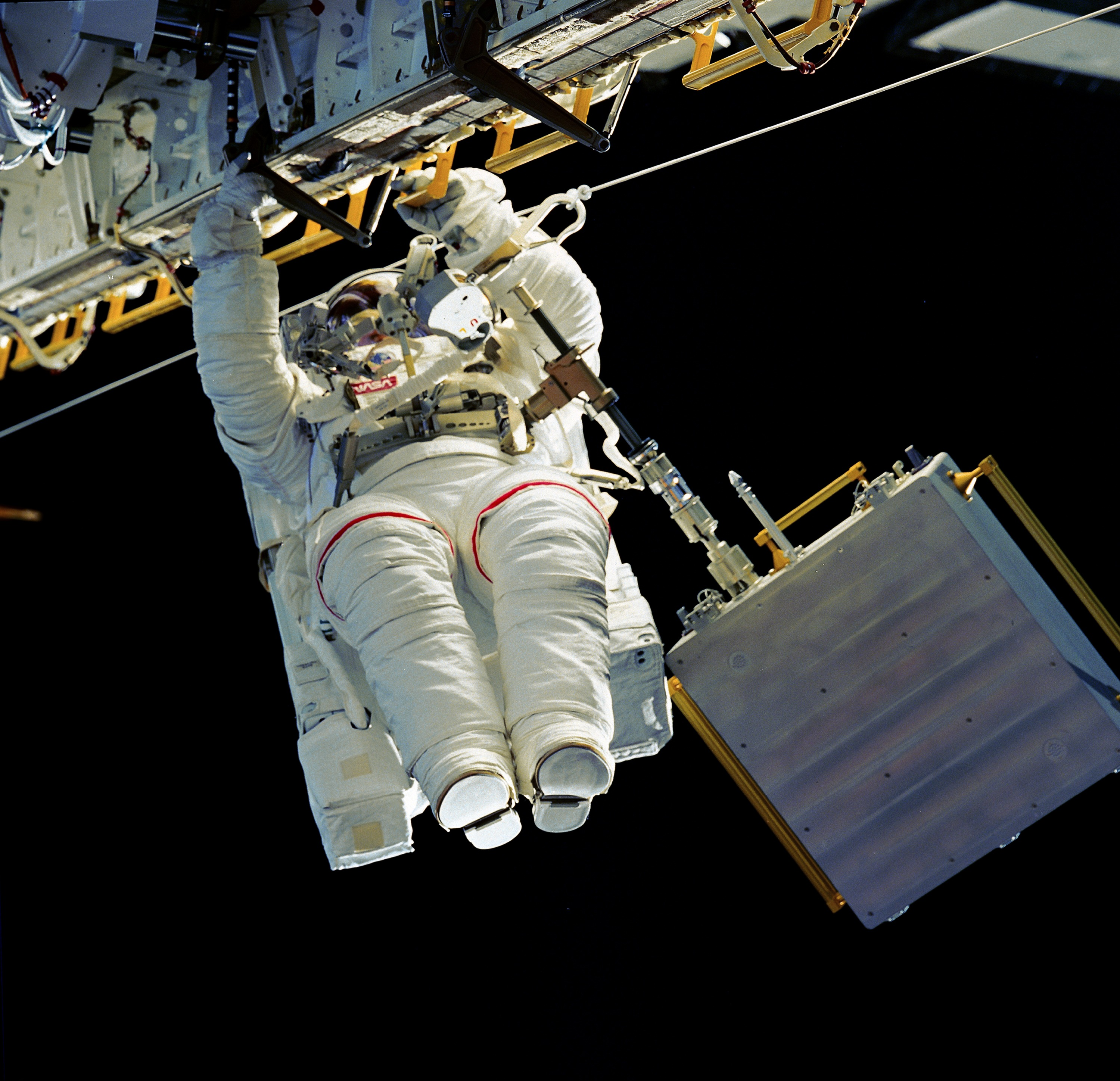
Лінда Годвін під час виходу у відкритий космос

Був проведений один запланований вихід у відкритий космос з метою тренування і підготовки станції до складання. Вихід здійснили 27 березня 1996 астронавти Майкл Кліффорд і Лінда Годвін, загальна тривалість : 6:00 2 хвилини (з 6:34 по 12:36 UTC).

## Емблема
На емблемі місії STS-76 зображені шаттл «Атлантіс» і орбітальна станція «Мир». «Прапор Бетсі Росс» (перший Американський прапор, згідно з переказами) і число 76 (1776 — рік створення Сполучених штатів) символізують еру нових починань, а саме період співпраці в космічних дослідженнях (перша доставка шатлом на борт «Миру» американського астронавта). На бордюрі емблеми, крім імен учасників місії, зображені два астронавти в скафандрах, що символізує перший в історії вихід у відкрити космос з шатлу, зістикований зі станцією. За легендою, у розробці емблеми, крім учасників польоту, брав участь 12-річний син Майкла Кліффорда.